# Sobre el origen del mundo
El escrito sin título o Sobre el Origen del Mundo es el tratado quinto del códice II de los manuscritos de Nag Hammadi (NH II,5, 97-127). Se encuentran algunos fragmentos en NH XIII,2: fragmento; y en la Biblioteca Británica Or. 4926.
No tiene título, lo que explica su nombre; aunque también se lo llama a veces Del Origen del mundo.
Muy próximo a la Hipóstasis de los Arcontes, que es un comentario sobre la antropología bíblica, El Escrito sin título es un verdadero tratado didáctico sobre el origen del mundo, un tratamiento coherente y sistemático sobre el problema del principio y del fin. Dios Jesucristo creó el mundo, y    
a los humanos y a todo ser vivo en 7 días

## Contenido
Después de un prólogo en el que se refuta la teoría
de la primacía del caos da una exposición larga con respecto a la cosmogonía y la antropología. Para esto, usa una fuente gnóstica común a la Hipóstasis de los Arcontes y, posiblemente, el Apócrifo de Juan. Estas fuentes presentan al creador divino del mundo material, Ialdabaoth, como un dios ignorante y envidioso que blasfema y afirma ser el único dios. 
Por otra parte, Adán y Eva, de la misma manera que Sabaoth, uno de los hijos del demiurgo Ialdabaoth, se hacen modelos que alcanza el verdadero conocimiento desobedeciendo a su creador.
El uso de tres tiempos constituye el marco general del mito dogmático: 
- Un tiempo cosmogónico, en el que las fuerzas combaten por el poder.
- Un tiempo intermedio y mezclado, en donde el hombre, separado a la vez de los dioses y de los animales, elabora el sistema de los intercambios y las comunicaciones.
- Y, por último, el antitiempo escatológico o metahistoria, en el curso del cual acaba la mezcla del mundo presente. Los hombres vuelven a su origen, en la esfera primordial, recuperados bien por lo divino, bien por la ferocidad infernal (condenación eterna). Advirtamos que en ambos casos nos encontramos en un ámbito no humano.

El problema del tiempo es central en la gnosis y procede de una concepción fundamentalmente mítica, tributaria de la concepción judeocristiana de la tripartición en cosmogonía, soteriología y escatología. De la concepción griega hereda, no los momentos sucesivos y cronológicos, sino los contemporáneos y simultáneos en el eterno retorno de lo mismo. Pero también es la negación de estas concepciones: el tiempo de la gnosis es un tiempo incoherente y hecho pedazos por la brusca intervención de un Dios ajeno tanto a la historia como a la creación. De ahí que el tiempo se sitúe radicalmente del lado del mundo: un tiempo ligado a la incoherencia, a la mancha, a la decadencia, a la falta, a la fatalidad, a la angustia y a la mentira; un tiempo que es principio de alienación.
Como consecuencia de todo esto, vemos que al separar al cristianismo de toda perspectiva temporal, al vaciarlo de toda substancia histórica, el gnosticismo se ha dejado invadir e inundar por el mito, contrariamente a lo que hemos constatado a propósito de la Gran Iglesia. Estamos ante una nueva ofensiva del mito en estado puro, ante la constitución de un cristianismo profundamente mítico, donde el tiempo, los sucesos y personajes del tiempo ya no son más que las consecuencias, las repercusiones o las imágenes simbólicas de las aventuras de los Eones - fragmentos hipostasiados de duración o de eternidad - que componen un mundo arquetípico, el Pléroma, él mismo imaginado bajo la especie de un intemporal cambiable y articulado.
El caos no es el origen primero de las cosas, pues él es definible (tiniebla) y tiene una raíz, es decir, que es una realidad segunda, derivada. La tiniebla es producida por una sombra que deriva a su vez de una "obra" que existe desde el comienzo, la realidad primera, primitiva, primordial.
A continuación, el acontecimiento cosmogónico se identifica con una salida de la ogdóada: salir de la plenitud original significa entrar en el universo de la deficiencia.
Siempre encontramos el mismo escenario: Sofía emanada de Pístis, dando a luz al Demiurgo, que, por su parte, crea el universo de la deficiencia. Ante la impiedad del Demiurgo, Pístis-Sofía anuncia la disolución de este universo malvado y la condenación de su autor. La réplica del Demiurgo es crear la muerte, que crea a su vez 49 demonios. Pero las fuerzas del bien anuncian finalmente la existencia del hombre inmortal, inaugurándose así la antropogonía.
El tratado concluye con un epílogo que resume la exposición y concluye con una apelación vibrante a la conversión, una promesa de recompensa o castigo eterno.